# 구유고슬라비아 국제형사재판소

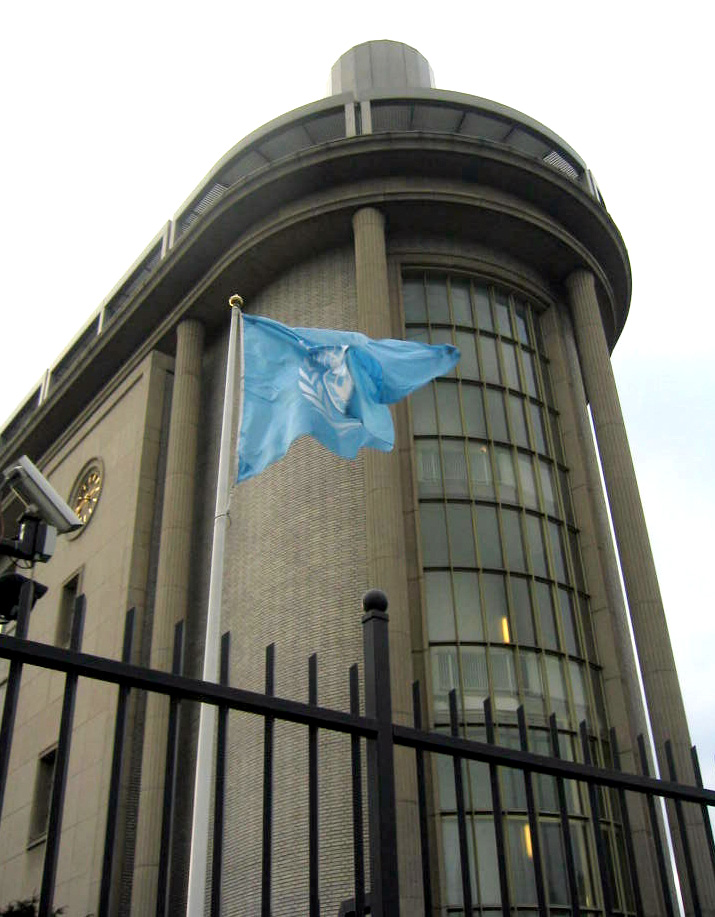
구유고슬라비아 국제형사재판소

구유고슬라비아 국제형사재판소(영어: International Criminal Tribunal for the former Yugoslavia, ICTY)는 유엔 안전보장이사회 결의 제827호에 의해 1993년 5월에 설치된 국제형사재판소이다. 정식 명칭은 1991년 이후 구유고슬라비아 영역 내에서 행해진 국제 인도법에 대한 중대한 위반에 대하여 책임을 지는 것의 소추를 위한 국제사법기관이다. 네덜란드 헤이그에 소재하고 있다. 2017년 12월 31일부로 모든 1심 재판을 마치고 해산하였다.

## 설립 목적
- 1991년 이후의 구(舊)유고슬라비아 영역 내에서 행해진 민족 정화나 집단 강간 등의 심각한 국제 인도법 위반에 대해 책임을 가지는 사람을 소추, 처벌한다.
- 구유고슬라비아에 있어서 화해를 촉진해 평화 재건에 공헌한다.

## 설치 근거
- 1993년 5월 25일, 국제 연합 안전보장이사회 결의에 의해 설치되었다.

국제 연합 헌장 제7장 아래에서 행동하는 안전보장이사회에 의해 비군사적 조치의 일환으로 안전보장이사회의 보조기관(국제 연합 헌장 제29조)의 형태로 설치한다.
- 구유고슬라비아 국제형사재판소 규정[3]

## 조직
구유고슬라비아 국제형사재판소(ICTY)에는 약 1200명의 스탭이 근무하고 있다. ICTY는 재판국, 검찰국, 서기국으로 구성되어 있다.
재판국에는 재판관과 보좌관이 있는 곳이다. 법정에는 3곳의 재판부와 1곳의 상소 재판부가 있다. 재판부의 재판장은 상소 재판부의 재판장도 겸하고 있다. 2005년부터는 이탈리아의 파우스토 포카르(Fausto Pocar)가 재판장을 맡고 있다. 그 이전의 재판장은 1993년부터 1997년까지는 이탈리아의 안토니오 카사이제(Antonio Cassese)가, 1997년부터 1999년까지는 미국의 가브리엘 카르크 맥도널드(Gabrielle Kirk-McDonald)가, 1999년부터 2002년까지는 프랑스의 클라드 조르다(Claude Jorda)가, 2002년부터 2005년까지는 미국의 테오도르 멜론(Theodor Meron)이 맡았다.
서기국은 법정 기록, 문서 번역, 피고인이나 증인에 대한 통역, 홍보뿐만 아니라 경리나 인사, ICTY의 운영을 담당하고 있다. 또, 공판중에 구류되는 피고인에 대한 일이나 변호인이 없는 피고인에 대한 보조 등도 담당하고 있다. 현재 서기관은 2009년 부임한 호주의 존 호킹(John Hocking)이다. 그 이전에는 2001년부터 2008년까지는 네덜란드의 한스 호르티우스(Hans Holthuis)가, 1995년부터 2000년까지는 네덜란드의 도로시 드 삼파요(Dorothée de Sampayo Garrido-Nijgh)가, 1994년 2월부터 12월까지는 네덜란드의 테오 반 보벤(Theo van Boven)이 맡았다.
검찰국은 범죄 수사나 증거 수집, 기소를 담당하고 있다. 현재 수석 검찰관은 벨기에의 세르지 브라메티즈(Serge Brammertz)이다.

## 관할
- 영역 : 구유고슬라비아 영역
- 시간 : 1991년 1월 1일 이후 발생한 행위
- 인적 관할 : 개인
- 대상 관할
  - 제네바 조약을 중대하게 위반한 행위
  - 전쟁 법규, 관례를 위반한 행위
  - 집단 학살죄
  - 인도에 대한 죄

## 형벌
구유고슬라비아 국제형사재판소은 사형만 제외한 종신징역형까지(가석방이 없는) 범죄자에게 부과할 수 있다.

## 국내 법원과의 관계
구유고슬라비아 국제형사재판소은 국내 법원보다 우위에 있다.

## 최근의 동향
- 2005년 12월 8일 델 폰테 주임 검사는 150명 이상의 세르비아인을 죽여 집단 학살죄와 인도에 대한 죄로 소추되고 있던 크로아티아의 안테 고트비아 전(前) 장군을 12월 7일(스페인 현재 시간), 카나리아 제도의 한 호텔에서 체포했다고 발표했다. 고트비아 전 장군은 8일에 마드리드로 이송되었다. 그는 재판을 받기 위해 헤이그로 옮겨졌다.
- 피고인 유고슬라비아 대통령 슬로보단 밀로셰비치가 2006년 3월 11일, 옥중에서 사망했다.

## 같이 보기
- 르완다 국제형사재판소